# بانت الاعيبك
رحال هو البوم للفنان العراقي كاظم الساهر، تم إصداره عام 1993 من إنتاج شركة الخيول.

## قائمة الأغاني
- العروسة - 5:16-من كلمات كاظم الساهر-الحان-كاظم الساهر
- الليلة  - 5:02-من كلمات كريم العراقي-الحان-كاظم الساهر
- النار  - 6:57-من كلمات عزيز الرسام-الحان-كاظم الساهر
- أنت الحكم - 6:11-من كلمات منذر كريم-الحان-كاظم الساهر
- شحلو طولك  - 6:01-من كلمات كاظم السعديكاظم السعدي/الموال/كاظم إسماعيل كاطع-الحان-كاظم الساهر
- بانت ألاعيبك  - 5:12-من كلمات كريم العراقي-الحان-كاظم الساهر
- لاتحرموني  - 8:33-من كلمات كاظم الساهر-الحان-كاظم الساهر
- معلم علي الصدمات  - 8:02-من كلمات كريم العراقي-الحان-كاظم الساهر
- رحال  - 3:48-من كلمات كريم العراقي-الحان-كاظم الساهر
- محروس  - 7:55-من كلمات كاظم الساهر-الحان-كاظم الساهر